# Квебек (город)

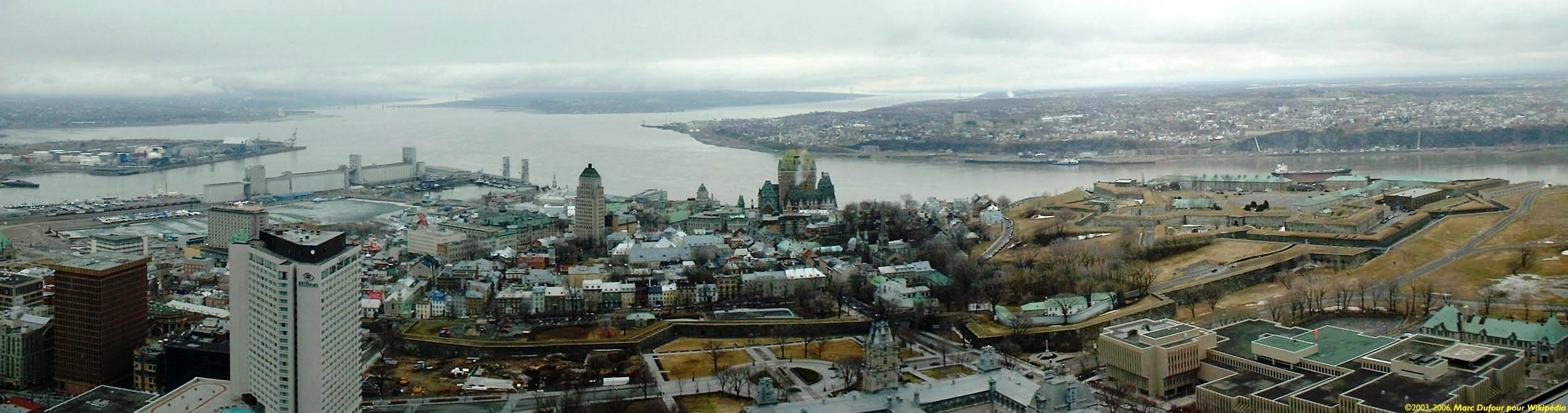
Панорама города

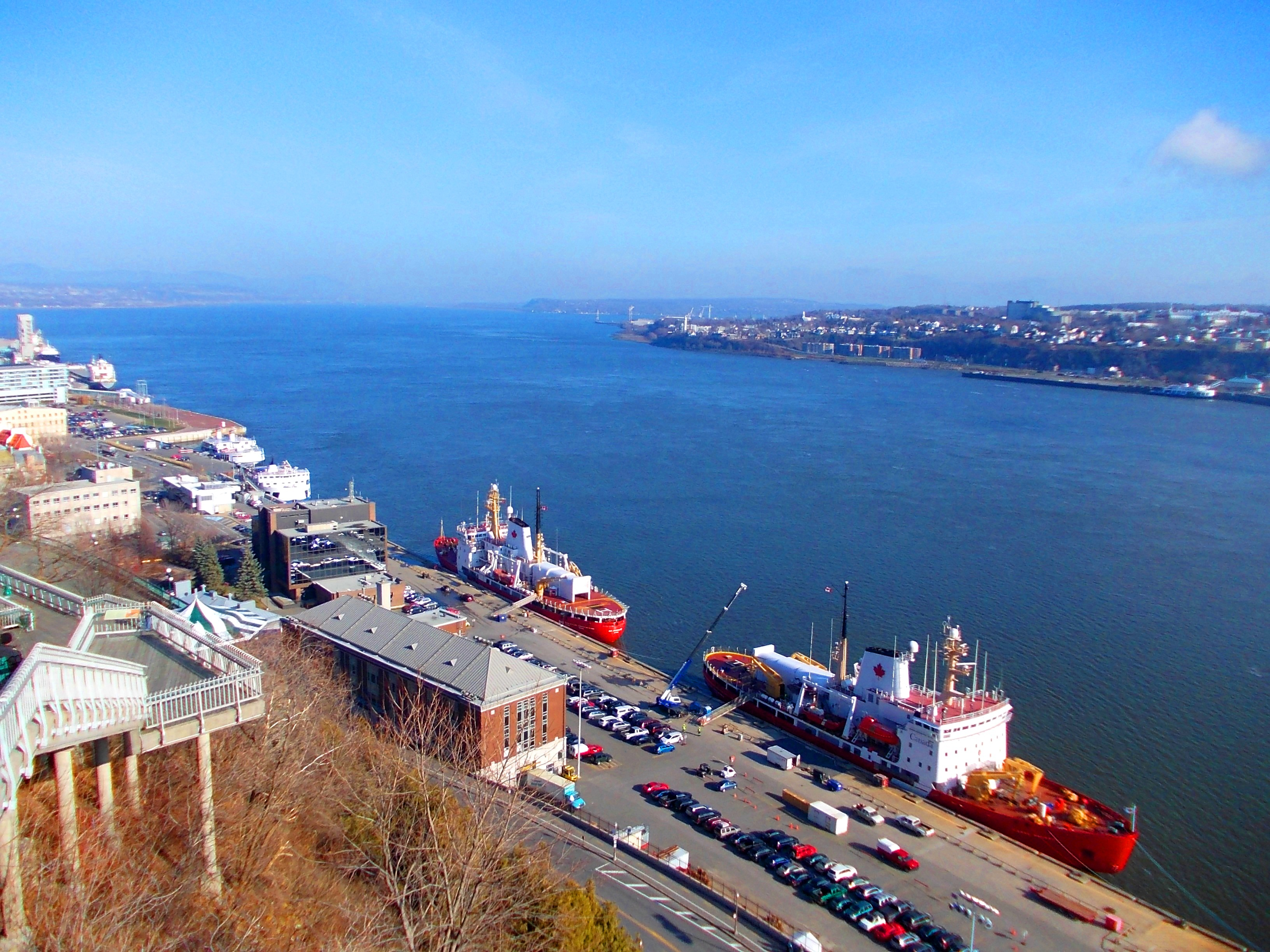
Пристань города Квебек

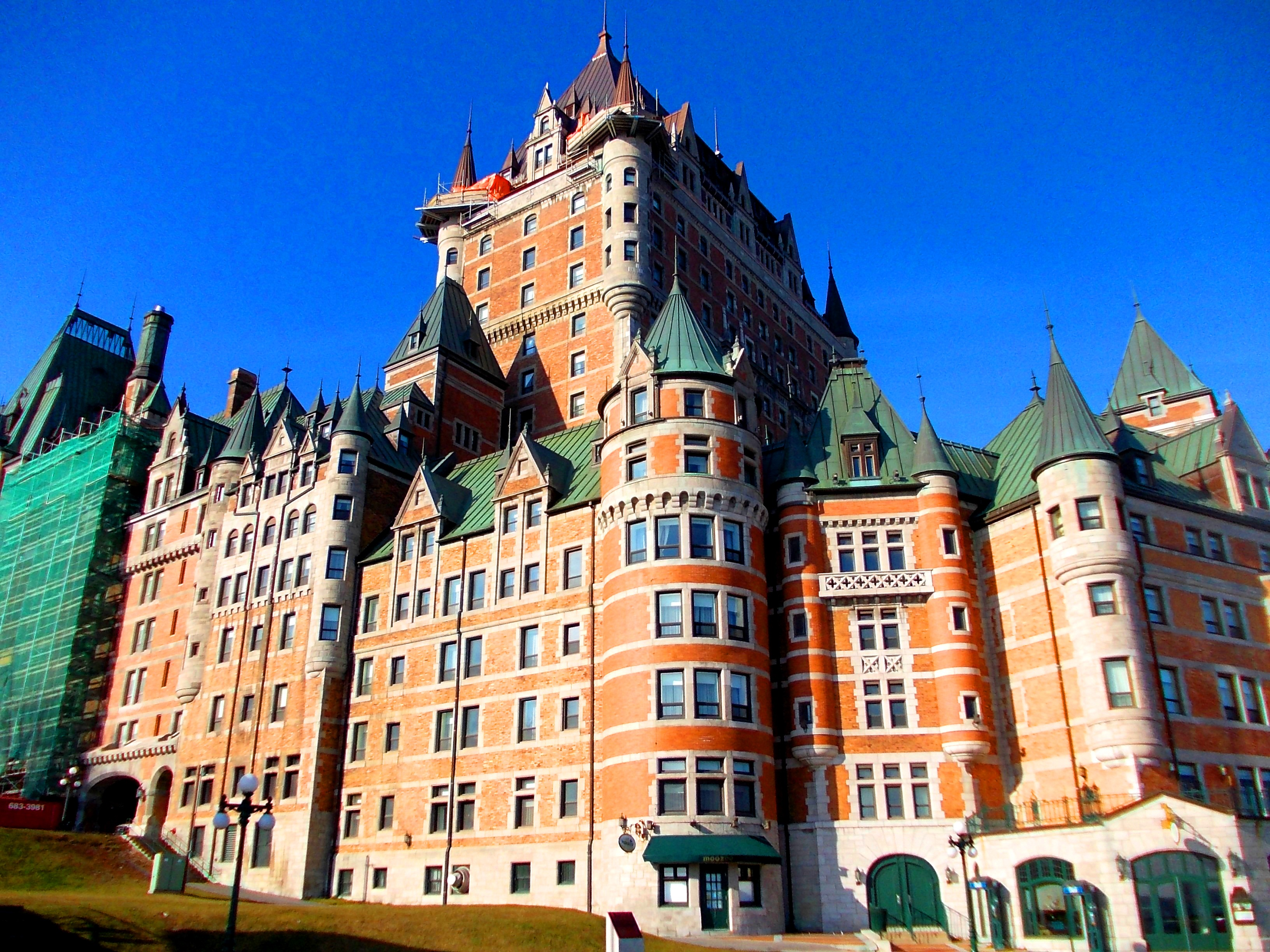
Замок Фронтенак

Квебе́к (фр. Québec [kəˈbɛk], англ. Quebec [kwɪˈbɛk]) — столица канадской франкоязычной провинции Квебек и главная городская агломерация на востоке провинции. В городе расположен Квебекский парламент и основной правительственный аппарат провинции, хотя город значительно меньше Монреаля.
С 2001 года Квебек является одним из самых экономически процветающих городов Канады. Главными секторами роста экономики города являются биотехнологии, промышленность, туризм, здравоохранение, питание, страхование, прикладные технологии. Квебек — также важный портовый центр, его порт является третьим в стране по грузообороту. Кроме того, город принимает около 70 тыс. туристов и 30 тыс. членов экипажей ежегодно.
В 2009 году население города составило 508 349 человек, которые проживали в 6 городских районах: Ситэ-Лимуалю, Ривьерс, Сен-Фуа-Силлери-Ка-Руж, Шарлебур, Бопор и От-Сен-Шарль. Вместе с окрестностями в городе проживало 746 252 жителя. По данным переписи населения 2021 года население города составляло 549 459 человек, а столичной агломерации — 839 311 человек. Это 12-й по величине город в Канаде и 2-й в провинции Квебек.
В 2008 году Квебек масштабно отпраздновал 400-ю годовщину со дня своего основания, подчеркнув тем самым свою роль колыбели французской цивилизации в Северной Америке.
Квебек известен своим историческим кварталом, большим количеством музеев и культурных учреждений. Прозвище Квебека — «город театров».

## История

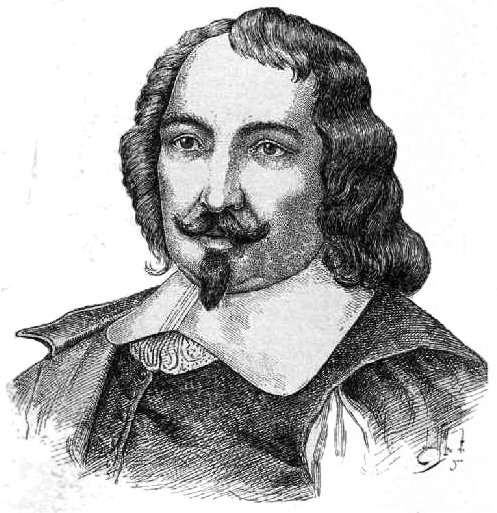
Самюэль де Шамплен — основатель города Квебек

### История названия «Квебек»
Сужение реки между Квебеком и Леви (на противоположном берегу) дало название городу: Kebec на языке алгонкинов значило «место, где река сужается». Согласно другой теории, хотя и менее распространённой, чем предыдущая, Самюэль де Шамплен позаимствовал название у индейцев, которые словом Kebec называли свою землю. Ещё одна гипотеза заключается в том, что город просто носит имя коренных жителей, проживающих вблизи этого региона kebik, сегодня известных как «монтанье».
В ходе истории рассматривались и два других возможных названий города. Самуэль де Шамплен хотел дать новому городу имя «Людови́ка», в честь короля Людовика XIII. Кроме того, при создании канадской конфедерации в 1867 году городу хотели дать индейское название «Стадакона», чтобы избежать путаницы с названием новой провинции.

### Предыстория
Место, на котором сейчас стоит город Квебек, 14 тысяч лет назад в буквальном смысле слова находилось под ледяной шапкой. 2 тысячи лет спустя оно оказалось под водой в результате таяния ледников, которые образовали море Шамплена, которое со временем стало рекой. Тогда были видны только холмы Квебека. Таким образом, лишь 6 тысяч лет спустя место, где ныне находится Квебек, показалось из-под воды.
18 марта 1534 года Жак Картье отплыл из Сен-Мало во Франции, чтобы изучить для короля Франции Франциска I внутренние земли и водные пути Северной Америки. Он уже изучал восточный берег Америки в Бразилии. Картье выбрал регион, который находился на одной параллели с Францией. Цель состояла в том, чтобы отыскать Северо-Западный проход в Азию. Если бы он смог туда добраться, Картье был бы в состоянии установить контроль над территорией и торговлей в этом новом морском пути к богатствам Востока.
В заливе исследователь и экипаж посетили различные места и вышли к заливу Гаспе, где у них состоялась неожиданная встреча с большой группой коренных американцев. Картье встретил вождя по имени Доннакона. После установления отношений с первой группой туземцев Картье взял с собой двух сыновей Доннаконы. Они выступали в качестве проводников в долине реки Святого Лаврентия. Так как лето прошло быстро, Картье принял решение вернуться во Францию. Он надеялся представить свои выводы (различные объекты и туземцев) королю. Сыновья Доннаконы сопровождали Картье в его путешествии во Францию.
Картье позволили провести вторую экспедицию. Жак Картье узнал, что есть место, где начинается большая река. Он решил подняться вдоль реки в 1535 году. Картье поднялся по реке, которую назвал рекой Святого Лаврентия. Главной целью, однако, оставалось найти новый морской путь в Азию. В то время в регион заходили и корабли других европейских держав, которые торговали с индейцами и ловили треску. Картье вернулся в 1541 году с целью создания постоянного поселения. Это первое поселение, Шарльбур-Руаяль, было оставлено меньше чем через год после своего основания, летом 1542 года, в значительной степени из-за враждебности туземцев в сочетании с тяжёлыми условиями жизни в зимний период.

### Город под французским правлением

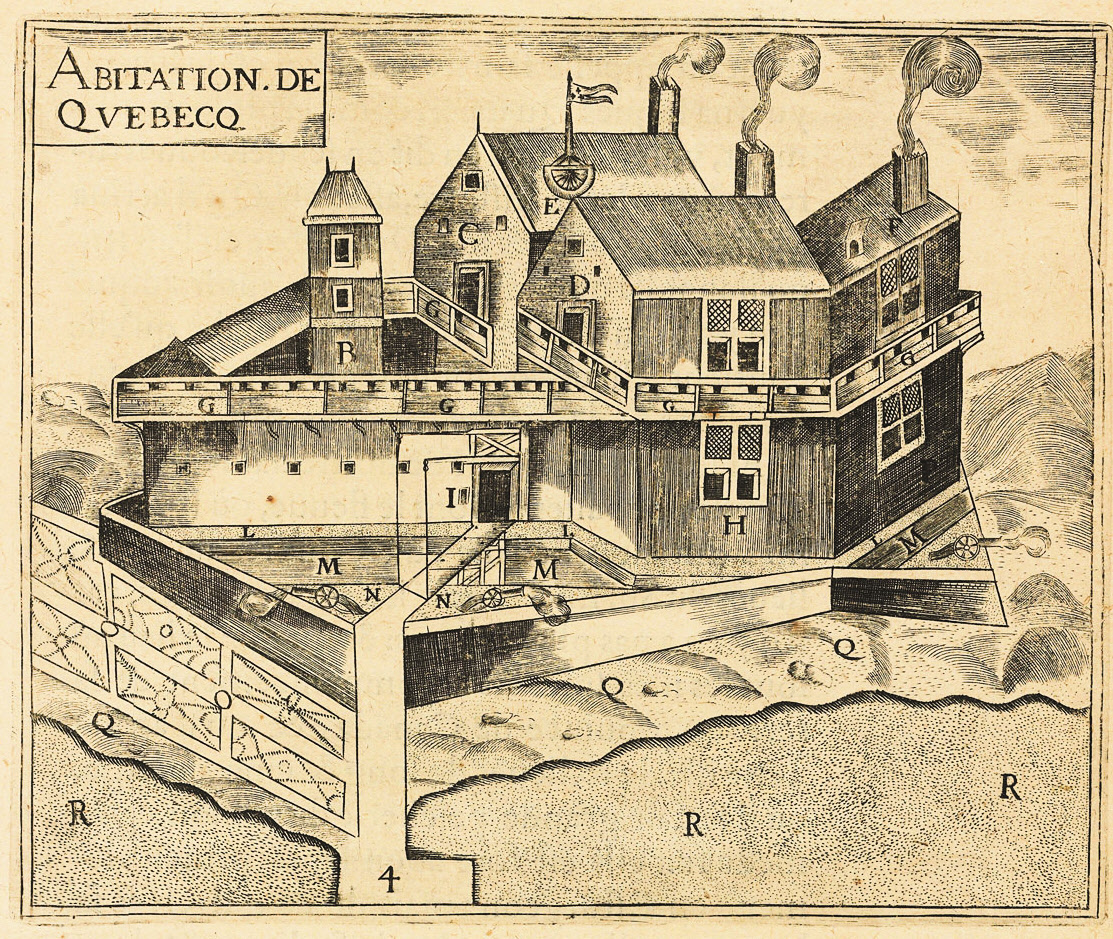
Квебек в 1608 году

Квебек был основан Самюэлем де Шампленом, французским исследователем и дипломатом 3 июля 1608 года, на месте давно заброшенного ирокезского поселения под названием Стадакона. Шамплен, также называемый «отцом Новой Франции», служил в качестве управляющего города всю жизнь. Место оказалось благоприятным для создания постоянной колонии.
В 1665 году население города составляло 550 человек в 70 жилых домах. Четверть жителей были членами религиозных орденов: светские священники, иезуиты, урсулинки, которые управляли местной больницей, Отель-Дье.
В ходе Войны короля Вильгельма 16-24 октября 1690 года состоялась битва за Квебек, в ходе которого английский экспедиционный отряд под командованием Уильяма Фипса потерпел поражение от французского гарнизона, возглавляемого губернатором Луи де Фронтенаком. В августе 1711 года, в ходе Войны королевы Анны, англичане предприняли ещё одну попытку захватить город, также окончившуюся неудачей.
Квебек был взят под контроль англичанами лишь в 1759 году и был оккупирован вплоть до 1763 года. Во время Семилетней войны город стал местом трёх сражений: битвы при Бопорте, закончившейся победой французов (31 июля 1759 года); битвы на равнинах Авраама, в которой британские войска под командованием генерала Джеймса Вольфа победили французского генерала Луи-Жозефа де Монкальма 13 сентября 1759 года и вскоре после этого взяли город; и финальной битвы при Сент-Фуа, в которой победили французы (28 апреля, 1760 года). Франция уступила Новую Францию, в том числе город, Великобритании в 1763 году.

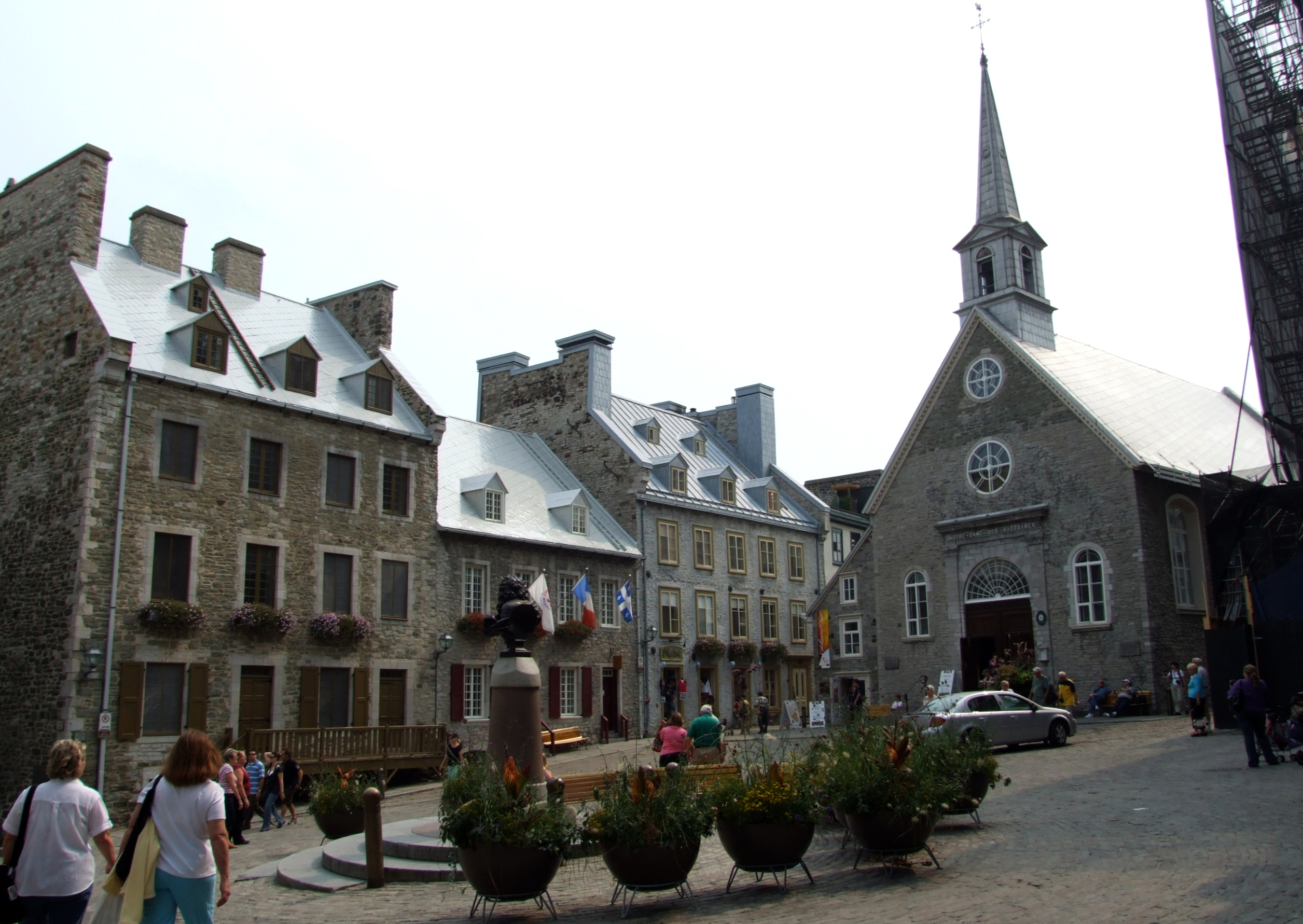
Старый Квебек

В конце французского правления в 1758 году территория современного города Квебек была миром контрастов. Леса, деревни, поля и пастбища окружали город с 8—9 тыс. жителей (для сравнения, населения Монреаля на тот момент составляло лишь 5 тыс. жителей). Город отличался монументальной архитектурой, укреплениями, грязными улицами, домами богатых из камня и лачугами бедняков в пригороде Сен-Жан и Сен-Рош. Несмотря на статус столицы, Квебек оставался небольшим колониальным городом, тесно связанным с сельской местностью. На двух рынках города торговали излишками с ферм и дровами, а рядом — импортными товарами из Франции.

### Британское правление
Во время американской революции революционные войска из южных колоний напали на британский гарнизон в попытке «освободить» Квебек. Поражение революционеров с юга положило конец надеждам, что народы Квебека присоединятся к американской революции и что Канада присоединится к Континентальному конгрессу и станет одним из штатов Соединённых Штатов Америки вместе с другими британскими колониями Северной Америки. По сути, исход битвы стал началом раскола Британской Северной Америки на два различных политических образования. Сам город не был атакован во время войны 1812 года, когда Соединённые Штаты ещё раз попытались захватить канадские земли. Из-за опасений повторения американского нападения на Квебек в 1820 году началось строительство Квебекской крепости. Американцы так больше и не нападали на Канаду после войны 1812 года, но до 1871 года в крепости оставался большой британский гарнизон. Крепость до сих пор используется военными, а также привлекает туристов.
В 1840 году, после образования провинции Канада, роль столицы была поделена между Кингстоном, Монреалем, Торонто, Оттавой и Квебеком (с 1852 года по 1856 год и с 1859 года по 1866 год). В 1867 году в Оттаве (которая была выбрана в качестве постоянной столицы провинции Канада) город был выбран в качестве столицы Доминиона Канада. Здесь прошла квебекская конференция по вопросу о канадской конфедерации.

### XX и XXI века

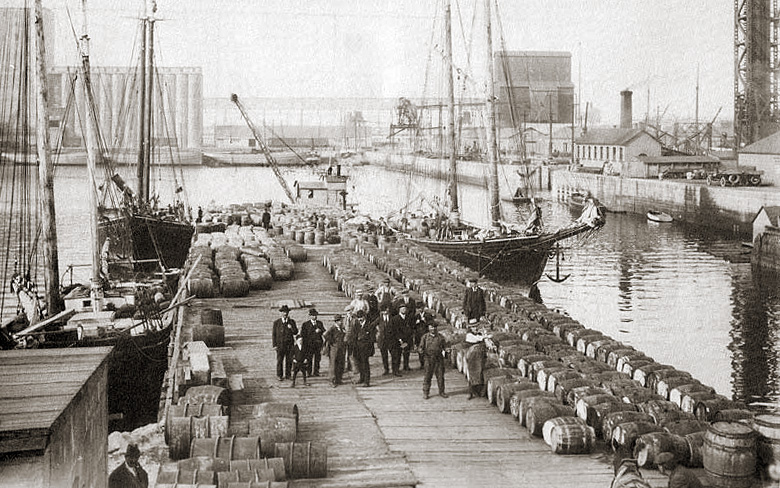
Порт Квебека в начале XX века

Во время Второй мировой войны в Квебеке были проведены две конференции. Первая Квебекская конференция состоялась в 1943 году с участием Франклина Делано Рузвельта (президента США в то время), Уинстона Черчилля (премьер-министра Великобритании), Уильяма Лайона Маккензи Кинга (премьер-министра Канады) и Т. В. Суна (министра иностранных дел Китая). Вторая Квебекская конференция была проведена в 1944 году, и на ней присутствовали Черчилль и Рузвельт. Конференция проходила в зданиях крепости и соседнего Шато-Фронтенак. В ходе этих совещаний было выработано большинство планов высадки в Нормандии.

### Столичные функции
На протяжении всей своей более чем четырёхсотлетней истории, Квебек служил столицей. С 1608 года по 1627 год и с 1632 года по 1763 год, он был столицей французской Канады и всей Новой Франции, с 1763 года по 1791 год, он был столицей провинции Квебек, с 1791 года по 1841 год, он был столицей Нижней Канады, с 1852 года по 1856 год и с 1859 года по 1866 год, он был столицей провинции Канада, а с 1867 года, он стал столицей провинции Квебек. Административный район, в котором Квебек расположен, официально называется Капиталь-Насьональ.

## Географическое расположение
Город является частью особого столичного округа (la Capitale Nationale) около устья реки Св. Лаврентия. Это единственный город к северу от Мексики, чьи внушительные фортификационные сооружения, созданные для защиты Новой Франции от нападений англичан, дошли до наших дней. Старый город Квебека в 1985 году был провозглашён международным наследием ЮНЕСКО. Одной из главных достопримечательностей города является Замок Фронтенак (Шато-Фронтенак) — гостиница, построенная в конце XIX века в стиле позднего Средневековья.
Сам Квебек расположен на левом берегу реки Св. Лаврентия. С расположенным на правом берегу городом Леви его соединяет Квебекский мост.

### Климат

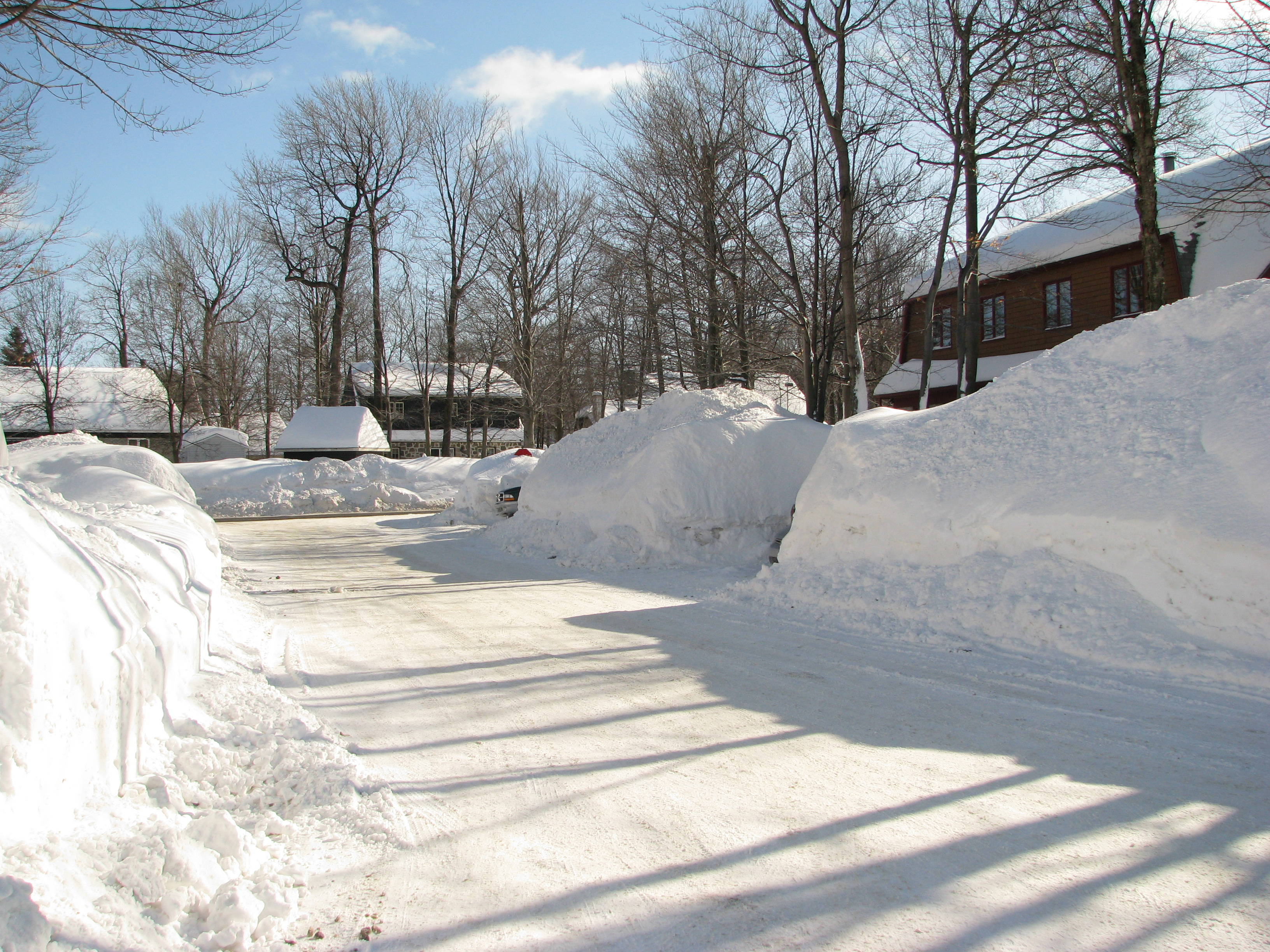
Зима в Квебеке

Квебек расположен во влажной зоне континентального климата провинции и поэтому имеет умеренный климат. Этот климат характеризуется четырьмя чётко выраженными сезонами: жаркое лето, с максимумом выше 35 ° С и холодные зимы, с минимумами до −30 °C и обильными снегопадами. Между этими двумя сезонами есть осень и весна с частыми дождями.
Летом погода обычно солнечная, но когда воздух горячий и влажный, это вызывает сильные грозы при прохождении холодных фронтов. Первый снег обычно выпадает в октябре или ноябре, но как правило, снежный покров устанавливается до декабря. В течение зимы 2006/07 года Квебек пережил периоды температур выше среднего и много осадков в виде снега до середины января. Напротив, зимой 2007/08 года наблюдался рост числа метелей и рекордными снегопадами, с более чем 550 см снежного покрова. Один из самых известных зимних штормов, которые поражали Квебек — это мартовская буря 1971 года получившая название «идеальный шторм».
| Показатель                                                     | Янв.  | Фев.  | Март | Апр.  | Май  | Июнь | Июль | Авг. | Сен. | Окт. | Нояб. | Дек.  | Год   |
| -------------------------------------------------------------- | ----- | ----- | ---- | ----- | ---- | ---- | ---- | ---- | ---- | ---- | ----- | ----- | ----- |
| Абсолютный максимум, °C                                        | 10,0  | 11,7  | 17,8 | 29,9  | 33,0 | 33,9 | 35,6 | 34,4 | 33,9 | 28,3 | 20,0  | 13,9  | 35,6  |
| Средний суточный максимум, °C                                  | −7,7  | −6    | 0,1  | 7,9   | 16,7 | 22,2 | 24,9 | 23,1 | 17,9 | 11,0 | 2,9   | −4,9  | 9,0   |
| Средняя температура, °C                                        | −12,4 | −11   | −4,6 | 3,3   | 10,8 | 16,3 | 19,1 | 17,6 | 12,5 | 6,5  | −0,5  | −9,1  | 4,0   |
| Средний суточный минимум, °C                                   | −17,3 | −16,1 | −9,4 | −1,5  | 4,9  | 10,3 | 13,2 | 12,0 | 7,1  | 2,0  | −4,1  | −13,3 | −1    |
| Абсолютный минимум, °C                                         | −35,4 | −36,1 | −30  | −18,9 | −7,8 | −0,6 | 3,9  | 2,2  | −4,8 | −10  | −24   | −32,3 | −36,1 |
| Норма осадков, мм                                              | 90    | 74    | 85   | 76    | 100  | 110  | 119  | 120  | 124  | 96   | 106   | 109   | 1208  |
| Источник: World Climate Канадский департамент окружающей среды |       |       |      |       |      |      |      |      |      |      |       |       |       |

## Население

Квебекский мост ночью

В конце французского правления население Квебека (около 9 000 душ) почти вдвое превышало население Монреаля (около 5 000), но со временем последний значительно обогнал его.
По данным переписи населения 2006 года, 491 142 человек проживали в собственно г. Квебеке, и 715 515 людей — в столичной области. В общей сложности 48,2 % составляли мужчины и 51,8 % составляли женщины. Дети в возрасте до пяти лет составили примерно 4,7 % от постоянного населения Квебека. Это сопоставимо с 5,2 % в провинции Квебек, и 5,6 % для Канады в целом.
В 2001 году 13,0 % постоянного населения в Квебеке были пенсионного возраста (65 лет и старше для мужчин и женщин) по сравнению с 13,2 % в Канаде. Средний возраст составляет 39,5 лет по сравнению с 37,6 лет для Канады в целом.
В пять лет между 1996 годом и 2001 годом, население Квебека выросло на 1,7 %, по сравнению с увеличением на 1,4 % в провинции Квебек в целом. Плотность населения Квебека 216,4 человек на квадратный километр, по сравнению со средним значением 5,3 для провинции в целом. По данным переписи 2001 года, более 90 % населения католики. Город также имеет мелкие протестантские и еврейские общины.
| 1931    | 1941    | 1951    | 1961    | 1971    | 1981    | 1991    | 2001    | 2006    | 2010             |
| ------- | ------- | ------- | ------- | ------- | ------- | ------- | ------- | ------- | ---------------- |
| 131 000 | 151 000 | 289 000 | 379 000 | 481 000 | 576 000 | 645,550 | 686 569 | 715 515 | 750 000 (оценка) |

### Иммиграция
Долгое время город был воротами канадской иммиграции: сначала здесь селились выходцы из Франции, затем, после англо-американского завоевания, их сменили иммигранты с Британских островов. В связи с бурным ростом местного франкоязычного населения и постепенным вытеснением английского языка в XX веке массовая британская иммиграция прекратилась. Иммиграция возобновилась в конце XX века уже в ином качестве и из других стран, в основном снова из Франции. По переписи 2006 года в городе проживало 22 160 уроженцев зарубежных стран (лишь 4,5 % его населения).
Из-за столь низкой доли иммигрантов уровень безработицы среди них (10 %) гораздо ниже, чем в других городах Квебека и Канады, хотя он вдвое выше, чем среди местного населения. 43 % из них прибыли из европейских стран (что является максимальным показателем для городов Северной Америки) и 21 % — из стран Западного полушария. 43 % прибывших из Европы составляют граждане Франции.

### Язык
Главным и практически единственным языком в современном городе является французский язык, а точнее, его особый диалект. В отличие от Монреаля, процент жителей с родным английским языком очень мал — около 1,9 % (для сравнения, жителей с родным испанским языком — 3 %). Французский язык является родным для 94,8 % жителей города, лишь около 15 % знают английский на хорошем уровне (данные переписи 2001 г.). Почти парадоксальным при этом является тот факт, что население современного города в целом традиционно прохладно относится к идее независимости провинции от остальной Канады (во время последнего референдума по этому вопросу за независимость проголосовало лишь 54 % жителей города). Этому есть свои объяснения: во-первых, будучи госслужащими столицы провинции крупного федеративного государства, многие жители города и члены их семей боятся потерять рабочие места и доступ к федеральным фондам Канады; во-вторых, немногочисленные англофоны города уже не рассматриваются как непосредственная угроза. Ситуация в Монреале почти прямо противоположна квебекской: доля франкофонов там ниже, кроме этого, они по-прежнему вынуждены изучать английский язык, чтобы конкурировать на рынке труда и в сфере образования с довольно многочисленной и всё ещё влиятельной англоязычной общиной (особенно в деловом центре города).
Британцами делались неоднократные, но в целом безуспешные попытки колонизации и ассимиляции франкоязычных жителей города. Так, на протяжении XIX века город являлся главным центром приёма британских иммигрантов, а английский язык был родным для 40 % жителей тогдашнего Квебека. Сегодня англоязычные жители составляют лишь 1,5 % от населения города и его пригородов.
Постепенно, однако, по мере оттока англоязычного населения на экономически более динамичный запад и частичной ассимиляции ирландцев, английский язык в городе пришёл в упадок, а франкоязычное население сильно увеличилось и в настоящее время абсолютно доминирует. Ключевую роль в сохранении французского языка сыграли католическая церковь, противопоставившая свою систему ценностей нормам британского протестантизма, а также более высокий естественный прирост франкофонов. Более 90 % горожан исповедуют католичество. Выходцев из бывшего СССР, в отличие от Торонто, немного — порядка 1000 человек.
Eжегодный Квебекский Зимний карнавал привлекает туристов со всего мира, в том числе и из соседних англоязычных регионов, поэтому англоязычное население значительно увеличивается во время этого события.

## Экономика

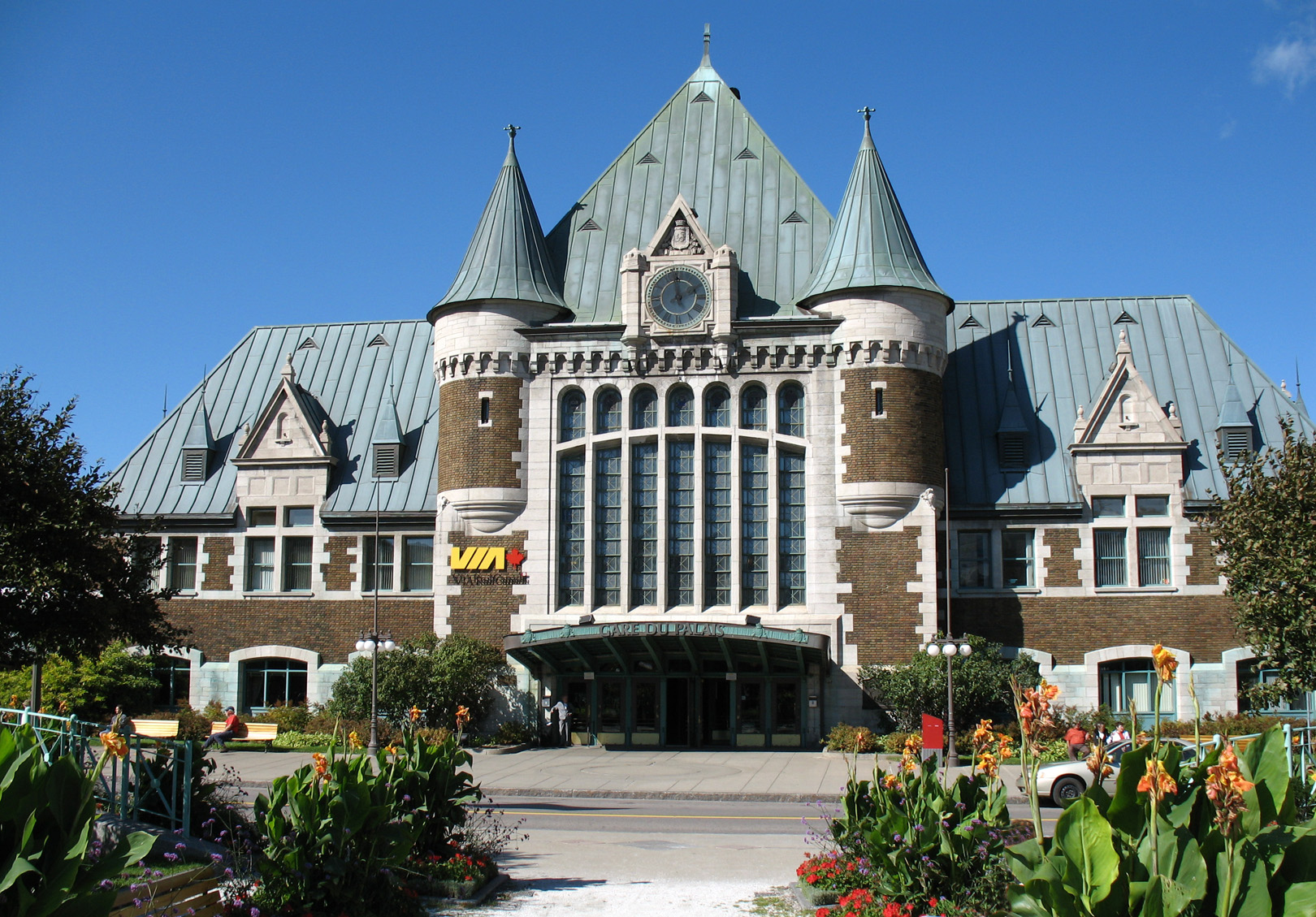
Железнодорожный вокзал Квебека

Большинство рабочих мест в Квебеке сосредоточены в области государственного управления, обороны, услуг, торговли, транспорта и туризма. Как столица провинции, город получает выгоды как региональный административный центр: кстати, провинциальное правительство является крупнейшим работодателем в городе, на него работало 27 900 человек в 2007 году. CHUQ (местная сеть больниц) также является одним из крупнейших работодателей в городе, с более чем 10 000 сотрудников в 2007 году. В 2008 году уровень безработицы в Квебеке составил 4,5 %, что значительно ниже провинциального и национального среднего уровня (7,3 % и 6,6 % соответственно).
Около 10 % рабочих мест сосредоточено в обрабатывающей промышленности. Основные продукты производства — это целлюлоза и бумага, готовые пищевые продукты, металл, продукты обработки древесины, химикаты, электроника и электрическое оборудование, печатные материалы. Также в городе есть студия компьютерных игр «Beenox».

## Образование

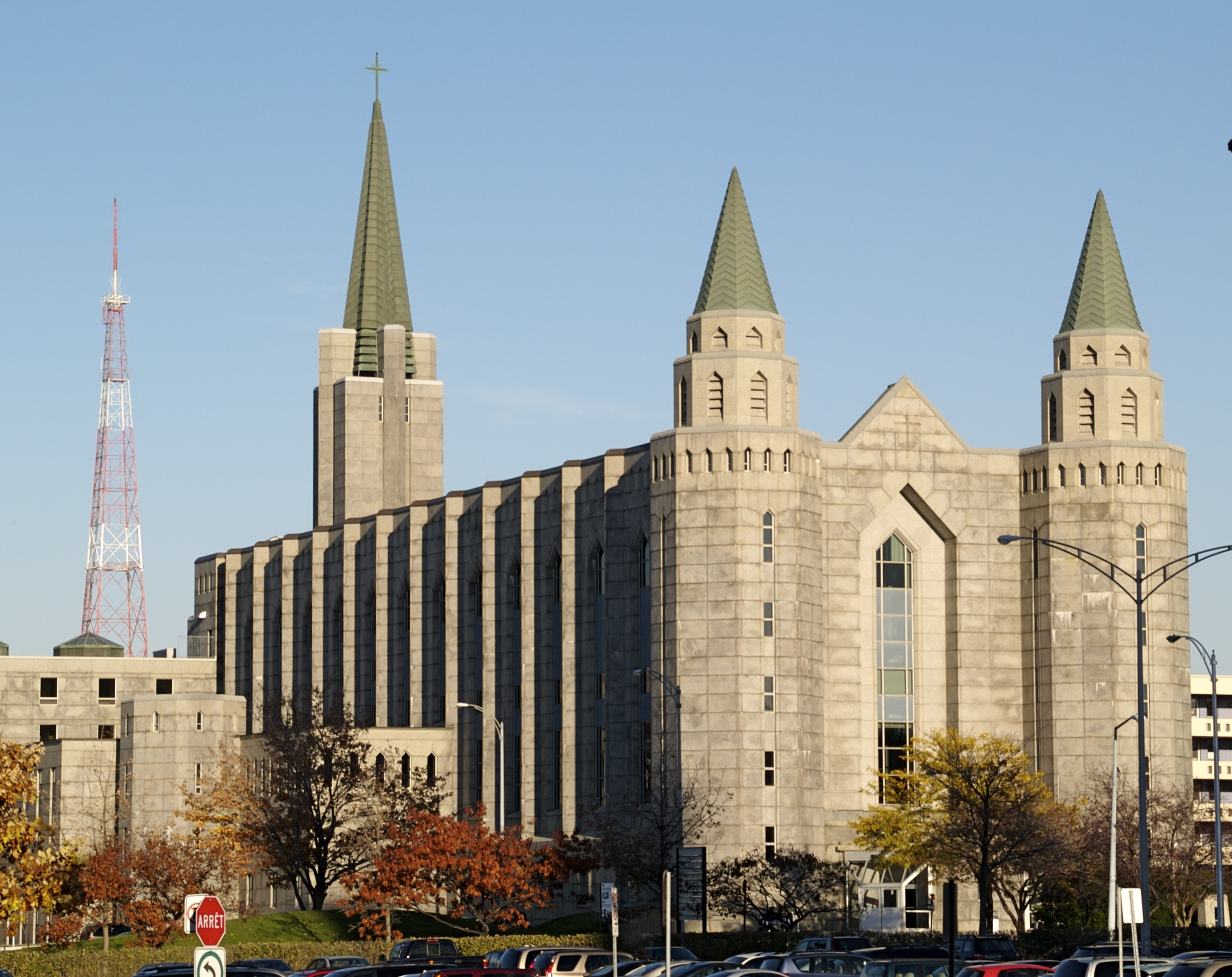
Университет Лаваля

Университет Лаваля расположен в западной части города, в городке Сент-Фуа. Однако, школа архитектуры Университета Лаваля расположена в центре Старого Квебека. Центральный кампус Университета Квебека, Национальная школа государственного аппарата, Национальный научно-исследовательский институт также располагаются в городе.
Многочисленные средне-специальные колледжи расположены в городе Квебек, в том числе колледж Франсуа-Ксавье-Гарно, колледж О’Салливан, колледж Лимуалу, колледж Сент-Фуа и колледж Святого Лаврентия, а также частные учреждения, такие как колледж Нотр-Дам-де-Фуа, колледж Мериси, колледж Барт.
Квебек имеет старейшее учебное заведение для женщин в Северной Америке — монастырь урсулинок Квебека, расположенный по адресу 12 Rue Donnacona.

## Транспорт

### Дороги

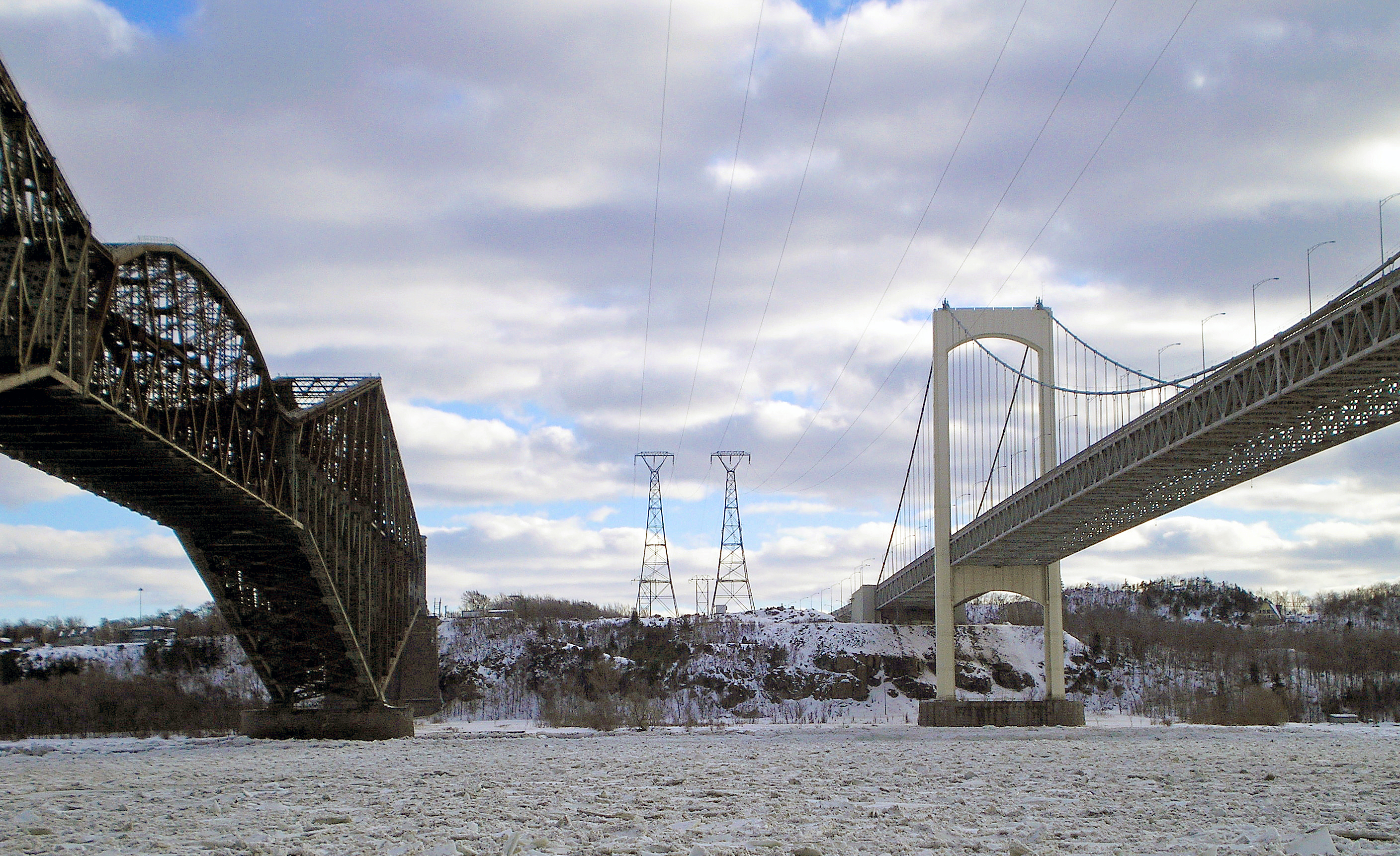
Квебекский мост и мост Пьера Лапорта

Квебекский мост и мост Пьера Лапорта соединяют город с южным берегом реки Святого Лаврентия. Равно как и паромное сообщение с Леви, мост соединяет Квебек с Орлеанским островом. Город является крупным центром провинциальной сети автомобильных дорог, веером расходящейся по обе стороны реки с обширной системой автострад. Несколько важных автострад дорожной сети проходят мимо Квебека, из которых 40-я автострада связывает его в западном направлении с Монреалем, и 175-я автострада соединяет с городом Шикутими.

### Общественный транспорт
Управление общественного транспорта располагает парком автобусов и недавно[когда?] ввело регулярные автобусные маршруты. Станция междугородних автобусов прилегает к железнодорожной станции.
В 2018 году утверждён проект сооружения скоростного трамвая, который планируется завершить к 2026 году, включая 3.5 км тоннель под Парламентским холмом. Ранее в городе уже существовал трамвай, закрытый в 1948 году в связи с переходом на автобусы.
Железнодорожный транспорт управляется компанией «VIA Rail» (станция Гар-дю-Пале).

### Воздушное и морское сообщение
Город обслуживает международный аэропорт Жана Лесажа, расположенный в западной части города. Также имеется крупный порт на реке Святого Лаврентия.

## Общественная безопасность
Полицейское управление города Квебек обеспечивает безопасность в городе. Квебек имеет один из самых низких уровней преступности в Канаде. В городе не произошло ни одного убийства в 2007 году.

## Города-побратимы
- Бордо (фр. Bordeaux), Франция
- Гуанахуато (исп. Guanajuato), Мексика
- Калгари (англ. Calgary), Альберта, Канада
- Канны (фр. Cannes), Франция
- Льеж (фр. Liège, нидерл. Luik, валлон. Lidje), Бельгия
- Монтевидео (исп. Montevideo), Уругвай
- Намюр (фр. Namur, нидерл. Namen, валлон. Nameûr), Бельгия
- Олбани (англ. Albany), шт. Нью-Йорк, США
- Париж (фр. Paris), Франция (город-партнёр)
- Санкт-Петербург, Россия
- Сиань (кит. упр. 西安, пиньинь Xī'ān, палл. Сиань), Китай
- Сус (араб. سوسة‎, фр. Sousse), Тунис
- Уагадугу (фр. Ouagadougou), Буркина-Фасо
- Хюэ (вьет. Huế), Вьетнам
- Чанчунь (кит. трад. 長春, упр. 长春, пиньинь Chángchūn), Китай
- Яссы (рум. Iaşi), Румыния
- Порт-Луи, Маврикий